# Семёнов, Максим Анатольевич
Максим Анатольевич Семёнов (7 апреля 1979, Тольятти, Самарская область, РСФСР, СССР) — российский борец греко-римского стиля, обладатель Кубка мира в команде, участник Олимпийских игр в Афинах.

## Спортивная карьера
В июле 1996 года в Софии стал чемпионом Европы среди юниоров. В июне 1997 года в Стамбуле во второй раз стал чемпионом Европы среди юниоров. В августе 1997 года в финском Турку стал серебряным призёром юниорского чемпионата мира, в финале уступил Парвизу Касимову из Украины. В августе 1998 года в финале юниорского чемпионата мира в Каире одолел турка Буньямина Емика. В октябре 2001 года в хорватском Сплите стал чемпионом мира среди военнослужащих. В сентябре 2002 года в Москве на чемпионате мира уступил в схватке за бронзовую медаль грузину Манучару Квирквелия и занял 4 место. В августе 2004 года на Олимпийских играх в групповом раунде сначала проиграл армянину Вагинаку Галстяну, затем одержал победу над шведом Джимми Самуэльссоном, несмотря на победу, Семёнову не удалось выйти из группы, в итоге он занял 9 место.

## Спортивные результаты
- Чемпионат Европы среди юниоров 1996 — ;
- Чемпионат Европы среди юниоров 1997 — ;
- Чемпионат мира среди юниоров 1997 — ;
- Чемпионат мира среди юниоров 1998 — ;
- Чемпионат мира среди военнослужащих 2001 — ;
- Чемпионат России по греко-римской борьбе 2002 — ;
- Чемпионат Европы по борьбе 2002 — 5;
- Чемпионат мира по борьбе 2002 — 4;
- Чемпионат России по греко-римской борьбе 2003 — ;
- Кубок мира по борьбе 2003 — ;
- Кубок мира по борьбе 2003 (команда) — ;
- Олимпийские игры 2004 — 9;

## Личная жизнь
Окончил Российский государственный университет физической культуры, спорта, молодёжи и туризма в Москве.